# Papieski Uniwersytet Antonianum w Rzymie
Papieski Uniwersytet Antonianum – franciszkańska szkoła wyższa na prawach papieskich z główną siedzibą w Rzymie.

## Historia
Założona w roku 1887 w czasie generalatu Bernardyna Del Vago z Portogruaro. Ma swoją siedzibę w Rzymie w okolicach Lateranu. Działalność dydaktyczną zainaugurowała 20 listopada 1890 jako Collegium S. Antonii Patawini in Urbe. Pius XI ogłosił kanoniczną erekcję franciszkańskiego ośrodka naukowego 17 maja 1933 roku. Otrzymała prawo nazywania się uczelnią papieską 14 czerwca 1938 roku. Do rangi Uniwersytetu Papieskiego Antonianum zostało podniesione przez papieża Jana Pawła II 11 stycznia 2005 roku.
Funkcję Wielkiego Kanclerza uniwersytetu pełni minister generalny Zakonu Braci Mniejszych.
Uczelnia posiada cztery wydziały:
- Wydział Teologiczny
- Wydział Nauk Biblijnych i Archeologii
- Wydział Prawa Kanonicznego
- Wydział Filozofii

oraz cztery instytuty:
- Instytut Duchowości
- Instytut Studiów Ekumenicznych
- Instytut Studiów Mediewistycznych i Franciszkanizmu
- Instytut Religioznastwa.

Do Antonianum afiliowanych jest kilkanaście szkół wyższych we Włoszech, Japonii, Zambii, Hiszpanii, Argentynie, Kongu. 
Biblioteka głównej siedziby posiada blisko 450 000 woluminów dotyczących takich dziedzin jak: franciszkanizm, patrologia, patrystyka, historia Kościoła, teologia moralna, teologia dogmatyczna, filozofia, prawo kanoniczne, misjologia.

## Władze akademickie
Władze Papieskiego Uniwersytetu Antonianum (2022):
- wielki kanclerz: Massimo Fusarelli (generał franciszkanów)
- zastępca wielkiego kanclerza: Isauro Ulises Covili Linfati
- rektor: Agustín Hernández Vidales
- dziekan wydziału teologicznego: Giuseppe Buffon
- dziekan wydziału biblijnego i archeologicznego: Rosario Pierri
- dziekan wydziału prawa kanonicznego: Simona Paolini
- dziekan wydziału filozoficznego: Stéphane Oppes